# Czerpadło
Czerpadło – rodzaj przenośnika cieczy, stosowany m.in. w pogłębiarkach. Czerpadła były stosowane już w starożytności.
Czerpadła dzielą się na czerpadła pojemnikowe i śrubowe (zwane również śrubą Archimedesa).